# Erpeldange
Erpeldange (även: Erpeldange-sur-Sûre, luxemburgiska: Ierpeldeng op der Sauer, tyska: Erpeldingen an der Sauer) är en kommun och en liten stad i nordöstra Luxemburg. Kommunen ligger i kantonen Diekirch. Den hade år 2017, 2 392 invånare. Arean är 18,0 kvadratkilometer.